# Ludwig van Beethoven (abuelo)
Ludwig van Beethoven (Malinas, 5 de enero de 1712-Bonn, 24 de diciembre de 1773) fue un músico, abuelo del célebre compositor cuyo nombre heredó.

## Biografía

### Primeros años
Era el segundo hijo de Michael van Beethoven (1684-1749) y Maria Louise Stuyckers (1685-1749). Tuvo dos hermanos: Cornelius y Lambert Michael. Crecieron cooperando a su padre en la panadería de la familia. Con 6 años ya destacaba en el coro de la Catedral de San Rumoldo de Malinas.

### Carrera musical y muerte
Su carrera musical dejará profundas inspiraciones a su nieto. En la escuela que dirigía el coro, fue capacitándose en varias materias musicales durante unos ocho años. Entre sus obras más memorables están las compuestas para la Iglesia de San Pedro (Lovaina), la Catedral Lambertus (Lieja) y las encargadas por el arzobispo de Colonia Clemente Augusto de Baviera.
Contrae matrimonio con Maria Josefa Ball (también conocida como Maria Josefa Poll) en noviembre de 1733 y tienen tres hijos: Maria Ludovica Bernhardine van Beethoven, Mark Joseph van Beethoven y Johann van Beethoven. Muere en 1773.